# Plethus vajrabodhi
Plethus vajrabodhi är en nattsländeart som beskrevs av Schmid 1958. Plethus vajrabodhi ingår i släktet Plethus och familjen smånattsländor. Inga underarter finns listade i Catalogue of Life.